# ジョシュ・ウォルフ
ジョシュ・ウォルフ（Joshua David Wolff、1977年2月25日 - ）は、アメリカ合衆国の元サッカー選手。元アメリカ合衆国代表。ポジションはフォワード。

## 来歴
1999年9月に親善試合でアメリカ代表デビュー。
翌年にはU-23代表としてシドニーオリンピックに出場、準々決勝・日本戦の1得点など2得点をあげ、チームもベスト4となった。
2002 CONCACAFゴールドカップでは決勝で先制点をあげ、2-0で勝利、優勝した。2002 FIFAワールドカップのメンバーにも選ばれ、ベスト16となった。2005 CONCACAFゴールドカップでは全6試合に出場、優勝した。2006 FIFAワールドカップにも出場した。2008年までに52試合に出場、10得点をあげた。

## 代表歴

### 出場大会
- アメリカ代表
  - 2002 FIFAワールドカップ
  - 2006 FIFAワールドカップ

### 試合数
- 国際Aマッチ 52試合 10得点（1999年-2008年）[1]

| アメリカ代表 | 国際Aマッチ | 国際Aマッチ |
| 年           | 出場        | 得点        |
| ------------ | ----------- | ----------- |
| 1999         | 1           | 0           |
| 2000         | 2           | 1           |
| 2001         | 7           | 2           |
| 2002         | 10          | 3           |
| 2003         | 0           | 0           |
| 2004         | 8           | 2           |
| 2005         | 10          | 2           |
| 2006         | 10          | 0           |
| 2007         | 1           | 0           |
| 2008         | 3           | 0           |
| 通算         | 52          | 10          |